# Cerma sarepta
Cerma sarepta là một loài bướm đêm trong họ Noctuidae.